# Occidentale (distretto di Mosca)
Il distretto amministrativo occidentale, in russo Западный административный округ?, è uno dei 12 distretti amministrativi in cui è suddivisa la città di Mosca.
È servito dalle linee di metropolitana Filëvskaja, Arbatsko-Pokrovskaja, Sokol'ničeskaja e Kol'cevaja.
Una parte del quartiere Dorogomilovo era inclusa nei limiti urbani di Mosca già nel XVIII secolo. Verso la metà del XX secolo vengono inclusi nella città anche i quartieri Fili e Potylicha. Nel 1960, con l'estensione dei confini urbani fino all'MKAD entrano a far parte della città anche il comune di Kuncevo e, tra gli altri, gli abitati di Davydkovo, Mazilovo, Krylatskoe, Tatarovo, Amin'evo, Volynskoe, Matveevskoe, Očakovo, Troparëvo.

I territori degli attuali quartieri di Solncevo (fino ad allora comune distinto), Novo-Peredelkino e Vnukovo sono stati uniti alla città di Mosca nel 1984.
Viene suddiviso in 13 quartieri:
- Vnukovo (Внуково)
- Dorogomilovo (Дорогомилово)
- Krylatskoe (Крылатское)
- Kuncevo (Кунцево)
- Možajskij (Можайский)
- Novo-Peredelkino (Ново-Переделкино)
- Očakovo-Matveevskoe (Очаково-Матвеевское)
- Prospekt Vernadskogo (Проспект Вернадского)
- Ramenki (Раменки)
- Solncevo (Солнцево)
- Troparëvo-Nikulino (Тропарёво-Никулино)
- Filëvskij Park (Филёвский Парк)
- Fili-Davydkovo (Фили-Давыдково)

## Recensione
In molte zone del quartiere, in particolare sulla Prospekt Vernadskogo, durante l'epoca sovietica sono stati costruiti numerosi istituti e un'università, che hanno fatto sì che le case vicine servissero da abitazioni per il loro personale: professori universitari, ricercatori e studenti. Molte ambasciate straniere si trovano nel distretto di Ramenki. Il quartiere è considerato uno dei più prestigiosi per la vita e uno dei più ecologicamente puliti di Mosca.

## La leadership della prefettura
Alexei Olegovich Alexandrov è stato nominato prefetto il 26 novembre 2010.
Dal 2003 al 2010, Yury Mikhailovich Alpatov è stato prefetto del distretto occidentale.
Dal 29 settembre 2010, dopo le dimissioni del sindaco di Mosca Yuri Luzhkov, è stato prefetto ad interim, anche se l'ordinanza formale in tal senso è stata firmata dal nuovo sindaco Sergei Sobyanin solo il 1º novembre.

## La religione
Sul territorio del Distretto Occidentale sono presenti più di 60 chiese ortodosse, riunite nei benefici Mikhailovsky e Georgievsky della diocesi della città di Mosca della Chiesa ortodossa russa. L'arciprete Georgy Studyonov, rettore della chiesa dell'Arcangelo Michele a Troparyovo, è il benefattore del distretto.
Sul territorio del distretto si trovano anche una moschea e una sinagoga commemorative, nel Parco della Vittoria.